# Stará Lesná
Stará Lesná este o comună slovacă, aflată în districtul Kežmarok din regiunea Prešov. Localitatea se află la altitudinea de 731 m deasupra n.m., se întinde pe o suprafață de 9,48 km2 și în 2017 număra 1.012 locuitori.

## Istoric
Localitatea Stará Lesná este atestată documentar din 1294.

## Demografie
| An:                | 1994 | 2004    | 2014   | 2024   |
| ------------------ | ---- | ------- | ------ | ------ |
| Număr de persoane: | 761  | 938     | 1006   | 985    |
| Diferență:         |      | +23,25% | +7,24% | −2,08% |

| An:                | 2023 | 2024   |
| ------------------ | ---- | ------ |
| Număr de persoane: | 986  | 985    |
| Diferență:         |      | −0,10% |